# Prackovice nad Labem
Prackovice nad Labem – miejscowość i gmina (obec) w Czechach, w kraju usteckim, w powiecie Litomierzyce. W 2022 roku liczyła 628 mieszkańców.
W miejscowości jest stacja kolejowa Prackovice nad Labem.